# Łowca. Ostatnie starcie
Łowca. Ostatnie starcie – polski film fantasy z 1993 roku w reżyserii Jerzego Łukaszewicza. Zdjęcia plenerowe do produkcji nakręcono w Warszawie.
W roku 1994 na komputery Amiga ukazała się gra o tym samym tytule, nawiązująca do fabuły filmu.

## Opis fabuły
Janik (Mateusz Damięcki), miłośnik gier komputerowych w przeddzień swoich 10. urodzin dostaje od ojca nową grę, rzadko spotykaną na rynku. Ojciec obiecuje Janikowi, że wróci z delegacji wtedy, gdy Janik zwycięsko zakończy swoją grę. Janik rozpoczyna grę i odkrywa, że toczy się ona jednocześnie na ekranie i w jego życiu.

## Obsada aktorska
- Mateusz Damięcki – Janik
- Joanna Trzepiecińska – Parvina
- Wojciech Malajkat – Jan
- Jacek Wójcicki – Tadeusz Zieliński
- Tomasz Sapryk – Thorn
- Sławomir Orzechowski – Gaeth
- Karolina Rosińska – Paula
- Jolanta Fraszyńska – Teresa
- Kazimierz Mazur – policjant
- Jacek Lenartowicz – policjant
- Jarosław Boberek – policjant
- Leon Niemczyk – Edward
- Janina Nowicka – Gabriela
- Martyna Dłużniewska – sąsiadka Janika
- Joanna Hofman – nauczycielka Janika
- Mirosław Zbrojewicz – mężczyzna w autobusie
- Jolanta Juszkiewicz-Lenartowicz(inne języki) – recepcjonistka